# Libkov (Domažlicei járás)
Libkov település Csehországban, a Domažlicei járásban. Libkov Černíkov, Loučim, Pocinovice, Dlažov és Chodská Lhota településekkel határos. Lakosainak száma 124 fő (2024. január 1.).

## Népesség
A település lakosságának változását az alábbi diagram mutatja:
| Lakosok száma | 327  | 274  | 259  | 170  | 140  | 111  | 111  | 114  | 118  | 124  |
|               | 1869 | 1890 | 1921 | 1950 | 1980 | 2001 | 2017 | 2019 | 2022 | 2024 |